# Henriette Nissen-Saloman
Henriette Nissen-Saloman (18. ledna 1819 – 27. srpna 1879) byla švédská operní mezzosopranová zpěvačka.

## Život
Henriette se narodila v Göteborgu do židovské rodiny. Předtím, než v roce 1838 odešla do Paříže, studovala u varhaníka Georga Günthera, kde se naučila zpívat od Manuela Garcii a hrát na klavír od Fryderyka Chopina. Debutovala jako Elvira v opeře Don Juan v divadle Comédie ITALIANNE v Paříži v roce 1842. Cestovala po Evropě v letech 1844 až 1855, než byla zaměstnána v italské opeře v Petrohradu v Rusku (1859). Zde byla instruktorkou na konzervatoři až do roku 1873. Byla zvolena do Královské švédské akademie hudby v roce 1870, a odměněna cenou Litteris et Artibus roku 1871. Provdala se za dánského skladatele vážné hudby Siegfrieda Salomana v roce 1850.